# Jüdischer Friedhof (Nümbrecht)

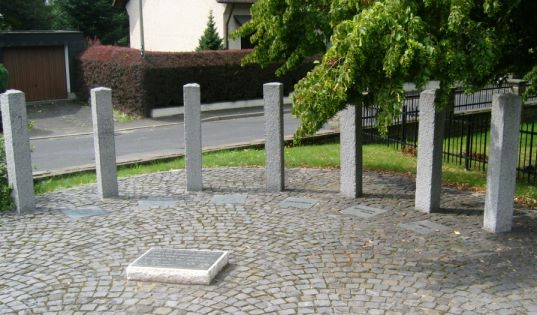
Gedenkstätte auf dem jüdischen Friedhof in Nümbrecht

Der Jüdische Friedhof Nümbrecht in Nümbrecht, einer Gemeinde im Oberbergischen Kreis (Nordrhein-Westfalen), befindet sich In der alten Weiher-Wiese.

## Geschichte
Die jüdische Gemeinde Nümbrecht errichtete um 1820 einen eigenen Friedhof. Bis zur Anlegung eines eigenen jüdischen Friedhofs in Ruppichteroth wurden die dortigen Verstorbenen in Nümbrecht beigesetzt. Der Friedhof wurde 1902 erweitert und heute sind noch 14 Grabsteine vorhanden. Der älteste vorhandene Grabstein stammt aus dem Jahr 1724. Sechs der Grabsteine tragen keine Inschriften mehr, denn die Marmorplatten wurden abgeschlagen. Der einst dicht belegte Begräbnisplatz wurde in der Zeit des Nationalsozialismus zerstört und Grabsteine für den Wohnungsbau zweckentfremdet.

## Gedenkstätte
Auf dem Friedhof wurde am 28. Mai 1995 eine Gedenkstätte eingeweiht. Zwischen sieben Granitstelen sind sechs Plaketten in den Boden eingelassen, die die Namen der Vernichtungslager tragen, in denen die jüdischen Bürger von Nümbrecht ermordet wurden. Auf einer Steinplatte steht in hebräischer Sprache: Der Gerechte kommt um, und niemand nimmt es zu Herzen, und die frommen Männer werden hingerafft, während niemand merkt, dass von der Bosheit hingerafft der Gerechte (Jes 57,1 ).